# Kazimierz Brodowicz

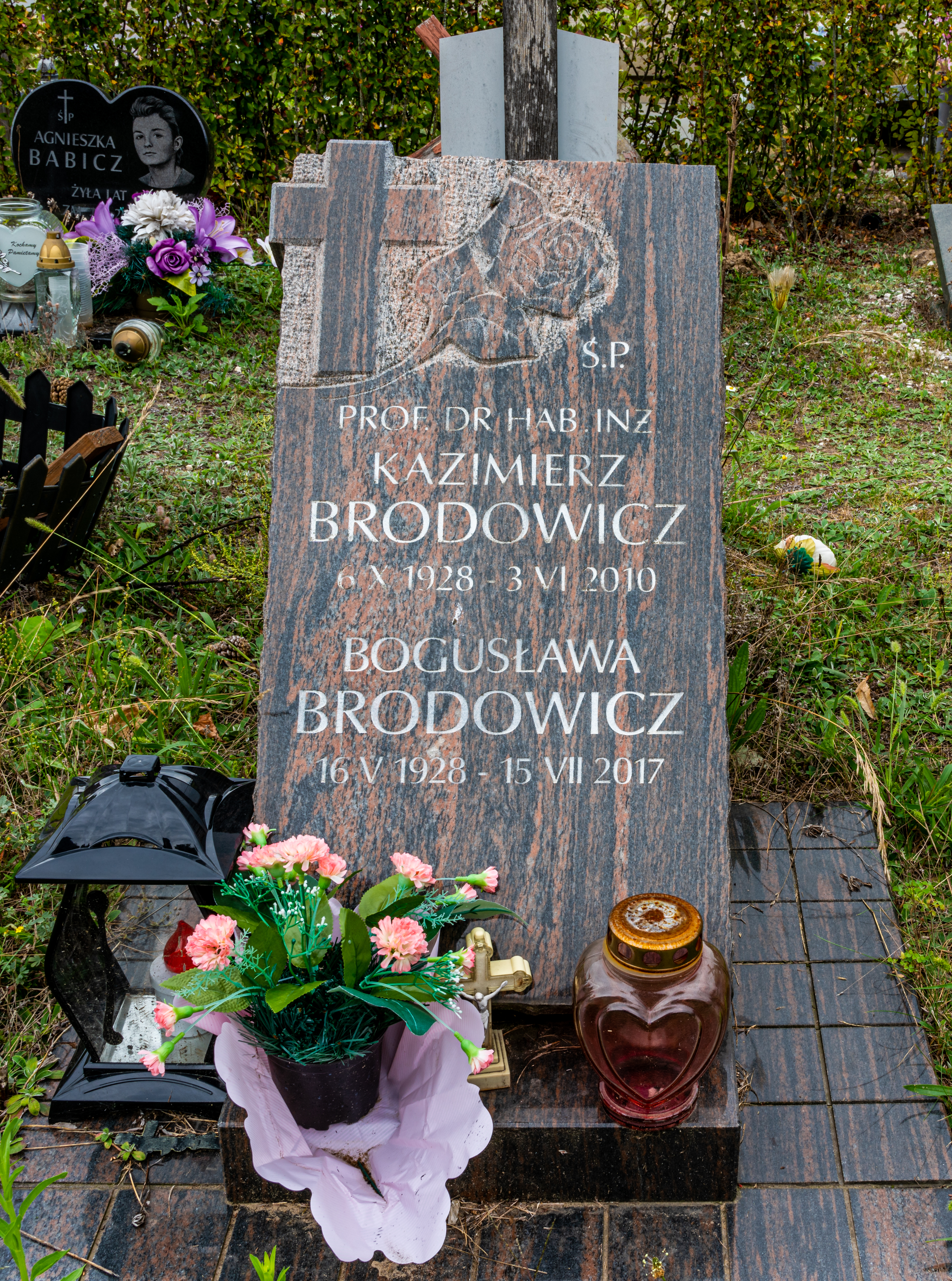
Grób Kazimierza Brodowicza na cmentarzu Komunalnym Północnym w Warszawie

Kazimierz Brodowicz (ur. 6 października 1928 w Milanówku, zm. 3 czerwca 2010 w Warszawie) – polski specjalista w zakresie aparatury procesowej, profesor doktor habilitowany inżynierii, wicedyrektor Instytutu Techniki Cieplnej Politechniki Warszawskiej w latach 1974–1984 oraz kierownik Zakładu Aparatury Procesowej i Chłodnictwa w latach 1969–1999.
Studiował na Wydziale Mechaniczno-Konstrukcyjnym Politechniki Warszawskiej, który ukończył w 1954 obroną pracy magisterskiej. Następnie rozpoczął pracę naukową na kierowanej przez Jana Dyduszyńskiego Katedrze Urządzeń i Aparatury Przemysłowej, w 1958 obronił pracę doktorską. Kolejnym etapem kariery naukowej były – habilitacja w 1967 i tytuł profesora nadzwyczajnego w 1977. Wcześniej, bo w 1970 Kazimierz Brodowicz stanął na czele Katedry Urządzeń i Aparatury Przemysłowej, którą kierował aż do przejścia w stan spoczynku. W międzyczasie Katedrę przekształcono w Zakład Aparatury Procesowej i Chłodnictwa. W 1989 otrzymał tytuł profesora zwyczajnego.
W dorobku naukowym Kazimierza Brodowicza znajdują się czterdzieści dwa artykuły, rozprawy i felietony naukowe, pięćdziesiąt dwa referaty. Spośród trzech monografii, których profesor jest autorem i współautorem największą rangę ma zatytułowana „Pompy ciepła”, którą przetłumaczono na język angielski i opublikowano w Wielkiej Brytanii.
Został pochowany na cmentarzu Północnym w Warszawie (kw. S-X-3-24-21).

## Wybrana bibliografia
- ”Pompy ciepła” wraz z Tomaszem Dyakowskim (Państwowe Wydawnictwo Naukowe, Warszawa, 1990 r.)
- ”Teoria wymienników ciepła i masy” (Państwowe Wydawnictwo Naukowe, Warszawa, 1982 r.)
- ”Wymienniki ciepła i masy” (Wydawnictwo Politechniki Warszawskiej, Warszawa, 1980 r.)